# Alessandro Cesati

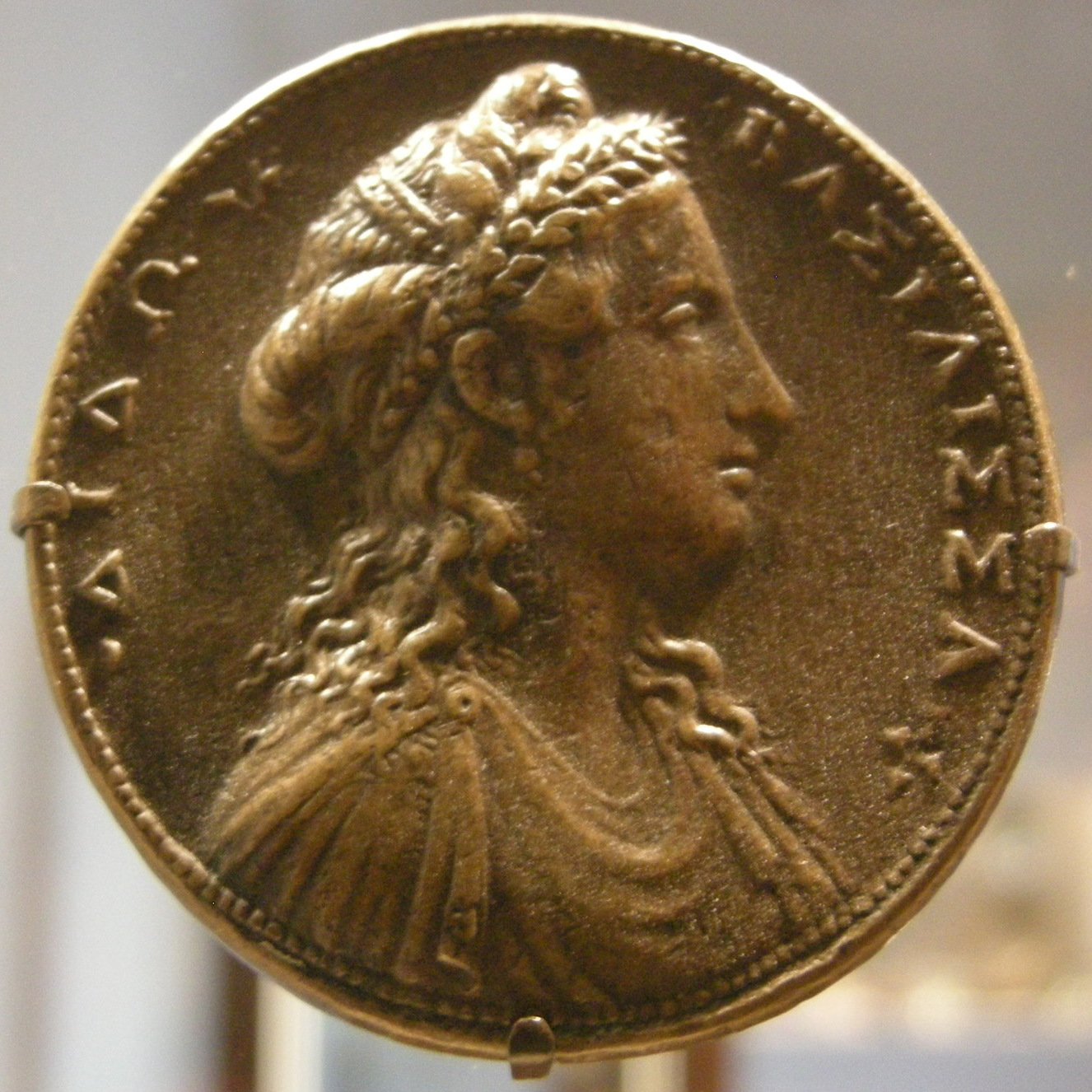
Didone, Gründerin Karthagos

Alessandro Cesati genannt Greco († um 1570 bei Parma), auch Alessandro Cesari, war ein italienischer Gemmenschneider und Medailleur.
Er stammte aus einer mailändischen Familie und wirkte um und nach 1550 vor allem in Rom. Von seinen Werken sind unter anderem der Kopf des französischen Königs Heinrich II. auf einem Karneol, eine Schaumünze auf Papst Paul III., von der Michelangelo sagte, dass die Kunst hier ihren Höhepunkt erreicht habe, eine Medaille auf Julius III., auf die Familie Farnese und der Cameo des Phokion bekannt. Nach Ennio Quirino Visconti stammen die meisten mit dem Namen M. Lollius Alexander bezeichneten Steine von ihm.